# 愛知県道263号知多半田停車場線

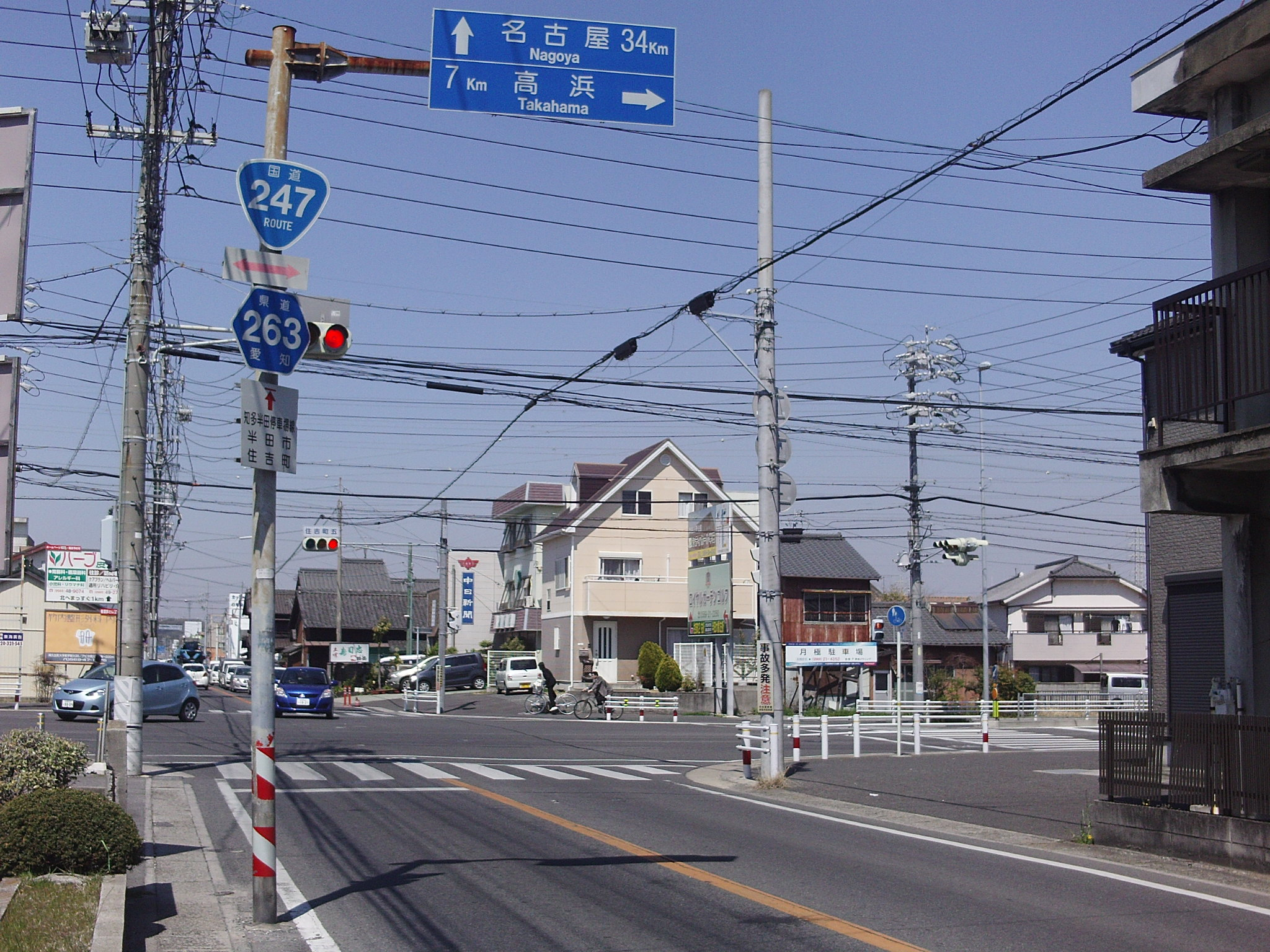
終点住吉で国道247号と接する。

愛知県道263号知多半田停車場線（あいちけんどう263ごう ちたはんだていしゃじょうせん）は、愛知県半田市内を走る一般県道である。

## 概要

### 路線データ
- 起点：知多半田停車場[1]
- 終点：愛知県半田市住吉町[1]（国道247号交点）

## 沿革
- 1959年12月15日：認定[1]

## 路線状況

### 別名
- 師崎街道（半田市）

## 地理

### 通過する自治体
- 愛知県
  - 半田市

### 交差する道路
- 国道247号（半田街道）（住吉町五交差点）

### 沿線
- 名鉄河和線 知多半田駅
- 三菱UFJ銀行半田支店
- クラシティ半田
- あいち銀行半田中央支店
- 知多信用金庫駅前支店
- JR武豊線 半田駅